# Caresana
Caresana je italská obec v provincii Vercelli v oblasti Piemont.
K 31. prosinci 2010 zde žilo 1 051 obyvatel.

## Sousední obce
Langosco (PV), Motta de' Conti, Pezzana, Stroppiana, Rosasco (PV), Villanova Monferrato (AL)